# Miconia igniaria
Miconia igniaria är en tvåhjärtbladig växtart som beskrevs av Aimé Bonpland och Charles Victor Naudin. Miconia igniaria ingår i släktet Miconia och familjen Melastomataceae.
Artens utbredningsområde är Colombia. Inga underarter finns listade i Catalogue of Life.